# کارست جنوب چین
کارست جنوب چین منطقه‌ای است در استان‌های جنوبی چین از جمله گوئیژو و یوننان که به دلیل ویژگی‌های خاصی که دارا می‌باشد در سال ۲۰۰۷ در میراث جهانی یونسکو به ثبت رسید.کارست پدیده‌ای است در پوسته زمین که آثار آن به صورت اشکال مختلف از قبیل گودال‌ها و غارها در سطح و در زیر سطح زمین وجود دارد.